# Wszystko, o czym tak długo marzyliśmy
Wszystko, o czym tak długo marzyliśmy – rosyjski film akcji w reżyserii Rudolfa Fruntowa z 1997 roku.
Kola po zakończeniu służby wojskowej chce sprowadzić używanego Mercedesa z Niemiec do Rosji. W drodze do Rosji odwiedza dom publiczny, gdzie poznaje rosyjską prostytutkę Nataszę. Po awanturze, w czasie której Kola pobił ochroniarzy zostaje zatrzymany przez niemiecką policję. Oskarżony o rozbój i handel narkotykami trafia do więzienia, skąd udaje mu się uciec z pomocą Nataszy. Sielankowe życie Koli z Nataszą i jej córeczką przerywa rosyjska mafia, domagająca się zwrotu narkotyków. Koli udaje się zabić napastników, ale jedną z ofiar strzelaniny jest Natasza.

## Główne role
- Nikołaj Dobrynin jako Kola
- Anna Tieriechowa jako Natasza
- Siergiej Ugarow jako Liocha
- Aleksander Pieskow jako szef bandy
- Wsiewołod Sziłowski
- Nina Agapowa
- Georgij Korolczuk
- Siergiej Gałkin
- Klaus Kessler jako urzędnik niemiecki
- Jurij Sysojew